# Omiška strijela
Omiška strijela (tal. sagitta di Almissa), gusarski i trgovački brod neretvanskih i omiških gusara koji je bio u uporabi ponajviše u 11. i 12. stoljeću, ali i nešto kasnije.
Najstariji umjetnički prikaz omiške strijele nalazi se u crkvici sv. Luke u Donjem Humcu na Braču iz 11. i X12. stoljeća. Bila je ojačana na boku radi napada i udara na protivničke brodove, a u tu svrhu se na pramcu nalazio i šiljasti kljun okovan željezom. Imala je dva jarbola s latinskim jedrima te do petnaest pari vesala i nosivost od 40 do 50 mornara. Na krmi su se nalazila dva kormilarska vesla. Zahvaljujući svojoj veličini, obliku i plitkom gazu imala je munjevite manevre koji su joj omogućavali brz napad i bijeg u plitke zaljeve gdje ju protivnik nije mogao slijediti. Zahvaljujući takvim brzim brodovima, omiški gusari su, pod vodstvom Kačića došli na zao glas na čitavom Jadranu i obje njegove obale.

## Vanjske poveznice
- Omiška strijela – Hrvatska tehnička enciklopedija